# Milton Campbell (desetibojař)
Milton Gray Campbell (9. prosince 1933, Plainfield – 2. listopadu 2012 Gainesville) byl americký atlet, olympijský vítěz v desetiboji.

## Sportovní kariéra
Během studií na střední škole se kvalifikoval do americké reprezentace v desetiboji na olympiádu v Helsinkách v roce 1952. Zde skončil druhý za svým krajanem Mathiasema vybojoval stříbrnou medaili. Na další olympiádě v Melbourne v roce 1956 zvítězil. O rok později ukončil sportovní kariéru.